# Storacksen
Storacksen är en sjö i Rättviks kommun i Dalarna och ingår i Dalälvens huvudavrinningsområde. Sjön har en area på 0,227 kvadratkilometer och ligger 189,3 meter över havet. Vid provfiske har abborre, mört och stensimpa fångats i sjön.

## Delavrinningsområde
Storacksen ingår i det delavrinningsområde (675766-146733) som SMHI kallar för Utloppet av Stor-Acksen. Medelhöjden är 198 meter över havet och ytan är 1,03 kvadratkilometer. Det finns inga avrinningsområden uppströms utan avrinningsområdet är högsta punkten. Vattendraget som avvattnar avrinningsområdet har biflödesordning 5, vilket innebär att vattnet flödar genom totalt 5 vattendrag innan det når havet efter 309 kilometer. Avrinningsområdet består mestadels av skog (68 procent). Avrinningsområdet har 0,23 kvadratkilometer vattenytor vilket ger det en sjöprocent på 21,9 procent.